# Margarita Antonova
Margarita Antonova (Russisch: Маргарита Антонова) (1920) was een schaatsster uit de Sovjet-Unie.

## Resultaten

### Wereldkampioenschappen
| Jaar | Jaar     | Plaats    | Resultaten   | Resultaten                               |
| ---- | -------- | --------- | ------------ | ---------------------------------------- |
| 1949 | Allround | Kongsberg | 10e Allround | 10e 500 m 9e 1000 m 9e 3000 m 9e 5000 m  |
| 1950 | Allround | Moskou    | 4e Allround  | 10e 500 m 11e 1000 m 9e 3000 m 3e 5000 m |

### USSR kampioenschappen
| Jaar | Resultaten  | Resultaten                              |
| ---- | ----------- | --------------------------------------- |
| 1946 | 6e Allround | 9e 500 m 7e 1000 m 4e 3000 m 4e 5000 m  |
| 1947 | - Allround  | 9e 500 m - 1000 m - 3000 m - 5000 m     |
| 1948 | 5e Allround | 9e 500 m 7e 1000 m 8e 3000 m - 5000 m   |
| 1949 | 5e Allround | 9e 500 m 11e 1000 m 4e 3000 m 4e 5000 m |
| 1950 | 6e Allround | 5e 500 m 9e 1000 m 7e 3000 m 7e 5000 m  |

## Persoonlijke records
| Afstand    | Tijd    | Datum           | Baan   |
| ---------- | ------- | --------------- | ------ |
| 500 meter  | 50,80   | 28 januari 1950 | Moskou |
| 1000 meter | 1.46,40 | 15 maart 1948   | Kirov  |
| 1500 meter | 2.49,70 | 16 maart 1946   | Kirov  |
| 3000 meter | 5.49,10 | 30 januari 1949 | Moskou |
| 5000 meter | 9.56,70 | 30 januari 1949 | Moskou |